# Philadelphia Museum of Art
Philadelphia Museum of Art er blandt de største kunstmuseer i USA. Det har samlinger af mere end 227.000 genstande, der indeholder "verdensklasse beholdning af europæiske og amerikanske malerier, tryk, tegninger og dekorativt kunst." Hovedbygningen er besøgt af mere end 800.000 mennesker om året og er placeret på den vestlige ende af Philadelphias Benjamin Franklin Parkway.